# Abbie Myers
Abbie Jane Myers (Sydney, 18 juli 1994) is een tennisspeelster uit Australië. Myers begon op vijfjarige leeftijd met tennis. Zij speelde in januari 2015 haar eerste grandslamtoernooi, nadat zij samen met Jessica Moore een wildcard kreeg voor het vrouwendubbelspeltoernooi van het Australian Open.

## Posities op deWTA-ranglijst
Positie per einde seizoen:
| jaar | rang enkelspel | rang dubbelspel |
| ---- | -------------- | --------------- |
| 2011 | 1145           | 920             |
| 2012 | 697            | 542             |
| 2013 | 845            | 573             |
| 2014 | 731            | 360             |
| 2015 | 643            | 268             |
| 2016 | 584            | 376             |
| 2017 | 765            | 634             |
| 2018 | 292            | 818             |
| 2019 | 329            | 378             |
| 2020 | 319            | 279             |
| 2021 | 451            | 238             |
| 2022 | 879            | 828             |

## Resultaten grandslamtoernooien
| Legenda | Legenda                          |
| ------- | -------------------------------- |
| g.t.    | geen toernooi gehouden           |
| l.c.    | lagere categorie                 |
| –       | niet deelgenomen                 |
| G       | uitgeschakeld in de groepsfase   |
| 1R      | uitgeschakeld in de eerste ronde |
| 2R      | uitgeschakeld in de tweede ronde |
| 3R      | uitgeschakeld in de derde ronde  |
| 4R      | uitgeschakeld in de vierde ronde |
| KF      | uitgeschakeld in de kwartfinale  |
| HF      | uitgeschakeld in de halve finale |
| F       | de finale verloren               |
| W       | het toernooi gewonnen            |
| w-v     | winst/verlies-balans             |

### Vrouwendubbelspel
| toernooi        | 2015 |    | 2021 |
| --------------- | ---- | -- | ---- |
| Australian Open | 1R   | 1R |      |
| Roland Garros   | –    | –  |      |
| Wimbledon       | –    | –  |      |
| US Open         | –    | –  |      |